# Tongoa
Tongoa (o Kuwaé) è la più grande delle isole del gruppo delle Shepherd, nello Stato di Vanuatu. È ricoperta da una folta vegetazione, e mostra attività geotermica.
L'isola è lunga 9 km e larga 6 km. Vi sono numerosi antichi crateri vulcanici e alcune spiagge di sabbia nera.
Il nome si deve all'omonima pianta che cresce sull'isola.
Su Tongoa nidifica il megapodio delle Vanuatu (Megapodius layardi).